# Eucharius Sang
Eucharius Sang (* um 1556 in Mellrichstadt; † 11. März 1620) war von 1597 bis 1620 Weihbischof in Würzburg. Daneben betätigte er sich als Professor an der Würzburger Universität und hatte zwischen 1599 und 1607 dreimal den Titel eines Rektors inne. Sang war auch als geistlicher Schriftsteller tätig.

## Leben
Eucharius Sang wurde um 1556 in Mellrichstadt geboren, das damals Amtsstadt des Hochstifts Würzburg war. Über die Familie des späteren Weihbischofs ist nur sehr wenig bekannt. Gesichert ist allerdings, dass Eucharius einen Bruder namens Melchior hatte, der später ebenfalls Theologe werden sollte. Über die Kindheit und Jugend Sangs liegen ebenfalls keine Quellen vor, mutmaßlich besuchte er eine Lateinschule, vielleicht in seiner Heimatstadt, und begann nach seinem Abschluss ein Theologiestudium.
Zunächst orientierte sich der Junge in Richtung der nahegelegenen Universität Erfurt, da in der Hauptstadt des Hochstifts Würzburg zu diesem Zeitpunkt noch keine eigene Hochschule bestand. Nach vier Jahren wurde er in das Priesterseminar in Würzburg aufgenommen. Im Jahr 1574 wurde Sang zum Priester geweiht und betreute anschließend die Pfarreien Eyershausen und Merkershausen, im zugehörigen Landkapitel Mellrichstadt stieg er bald bis zum Dekan auf. Am 1. April 1575 erhielt Sang die Tonsur.
Bereits während seiner Zeit im Würzburger Priesterseminar wurde die Begabung des jungen Geistlichen von Bischof Julius Echter von Mespelbrunn bemerkt. Statt den jungen Eucharius als kleinen Landpfarrer einzusetzen, entsandte Echter ihn 1579 nach Rom ins Collegium Germanicum, wo Sang neuerlich zum Priester geweiht wurde. Bis 1584 blieb Eucharius Sang in Rom und trieb hier seine Studien weiter voran. Anschließend wurde er von Bischof Julius zu seinem Hofprediger gemacht. Gleichzeitig war er als Fastenprediger für das Volk tätig.
Wohl noch 1584 übernahm Eucharius Sang einen Führungsposten im Würzburger Priesterseminar. Zugleich ernannte ihn Julius Echter in den neugeschaffenen Geistlichen Rat, der als Verwaltungsgremium die Gegenreformation im Bistum vorantreiben sollte. Im Jahr 1587 schrieb sich Sang als Bakkalaureus an der neugegründeten Universität Würzburg ein und promovierte am 9. September 1591 zum Doktor der Theologie. Anschließend gelang es ihm eine Pfründe am Kollegiatstift Haug zu besetzen. 
Mit seiner Doppeltätigkeit als Geistlicher Rat und Inspektor, später zeitweise sogar Regens, des Priesterseminars bildete Sang eine Schnittstelle zwischen dem geistlichen Nachwuchs im Seminar und der religiösen Führung des Hochstifts. Gleichzeitig war er wegen seiner Herkunft Anlaufstelle für Beschwerden aus dem Nordosten des Bistums. So trieb er die Absetzung des Fladunger Amtskellers Philipp von Romrod voran, der wohl dem lutherischen Bekenntnis anhing. Sang war auch als Visitator im Landgebiet des Bistums tätig.
Am 16. Februar 1597 wurde Eucharius Sang durch Papst Clemens VIII. zum Bischof von Augustopolis in Phrygia ernannt. Zuvor hatte ihn Julius Echter von Mespelbrunn zu seinem Weihbischof gemacht. Im gleichen Jahr stieg der frisch gekürte Prälat auch zum Professor der Moraltheologie an der Universität Würzburg auf. 1599 war er Dekan der theologischen Fakultät und wurde noch im Wintersemester 1599 erstmals zum Rector magnificus ernannt. Neuerlich hatte Sang dieses Amt im Jahr 1607 inne.
Die Konsekration zum Weihbischof erhielt Sang erst am 8. September 1599. In der Folgezeit übernahm er die Ordination vieler Priester. Vor allem aber nahm er die Weihe vieler Kirchen-Um- und Neubauten vor. Julius Echter von Mespelbrunn trieb die Gegenreformation auch durch den Bau vieler Gotteshäuser voran, die oft von seinem Weihbischof eingeweiht werden mussten. Am 2. Januar 1610 nahm er sogar als Vertretung des Bischofs Julius die Weihe des neuen Bamberger Bischofs Gottfried von Aschhausen vor.
Nach dem Tod von Julius Echter 1617 und der Wahl des Gottfried von Aschhausen zum neuen Würzburger Bischof (Personalunion) blieb Sang weiterhin Weihbischof. Er übernahm im Jahr 1618 die Weihe der Wallfahrtskirche Mariabuchen bei Lohr am Main, die noch von Echter geplant worden war. Am Ende seines Lebens ließ Sang von seinem Vermögen mehrere Stiftungen errichten. So spendete er für das Knabenseminar des Klosters St. Stephan, für Einrichtungen in Münnerstadt und seiner Heimat Mellrichstadt. Am 11. März 1620 verstarb Eucharius Sang und wurde in der Hauger Stiftskirche bestattet.

## Werke (Auswahl)

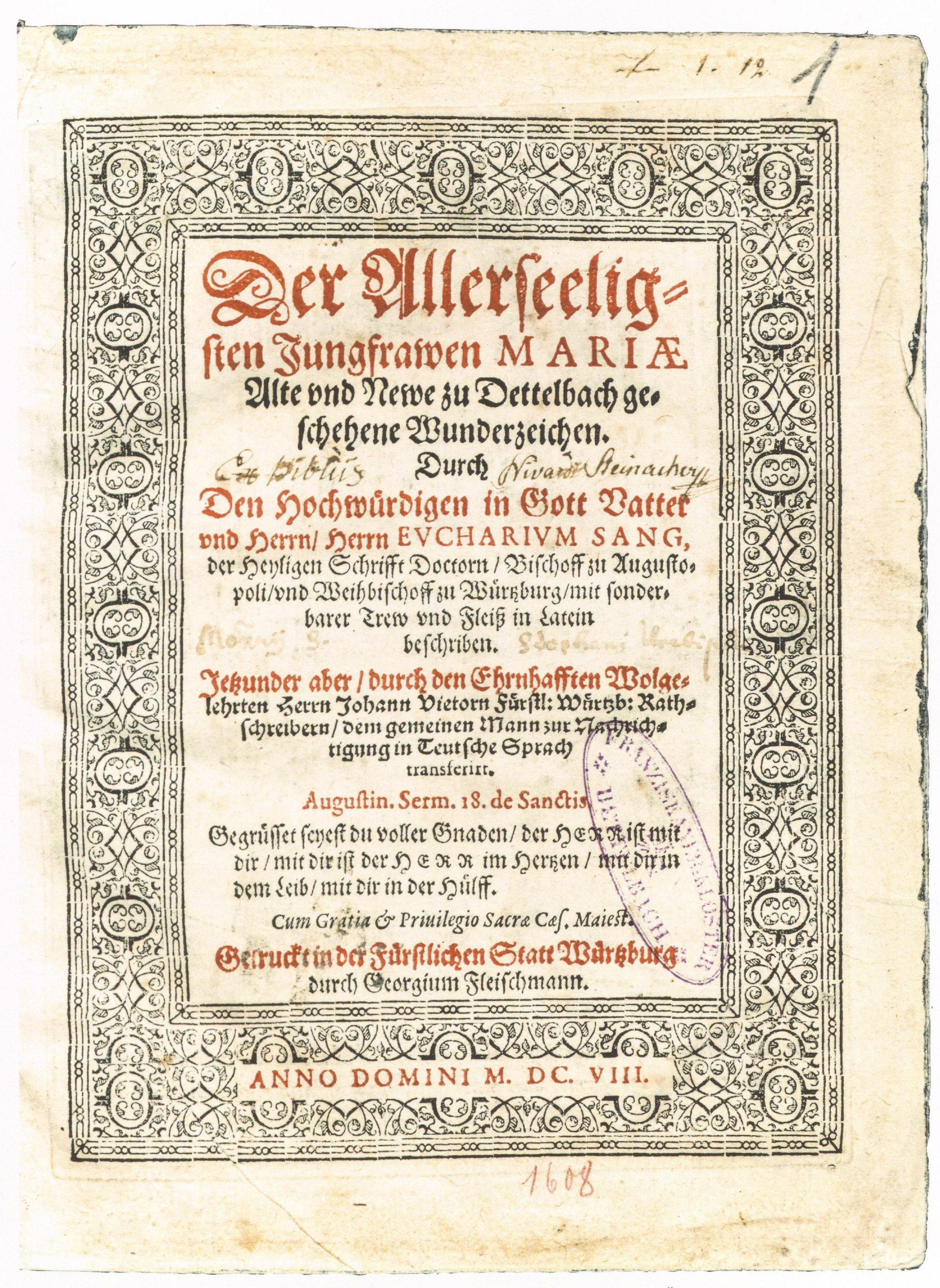
Titelblatt des Mirakelbuchs in deutscher Übersetzung, 1608

Sang betätigte sich neben seinen Verwaltungs- und Seelsorgeraufgaben auch als Schriftsteller. So trat er als Verfasser von Bauinschriften auf, verfasste Nachrufe und Gratifikationsschriften. Drei Schriften sind als sein Hauptwerk auszumachen. Das sogenannte Mirakelbuch von Dettelbach, das sich mit der Wallfahrt zur Kirche Maria im Sand befasst und bald übersetzt wurde, eine Handreichung für die Pfarreien, wie die neu eingeführten Sakramente Letzte Ölung und Firmung zu geben seien und der „Triumphus Franconiae“ über die Gegenreformation in Franken.
- Oratio funebris in flebilem mortem nobilissimi viri Theodorici Echteri a Mespelbrunn. Würzburg 1601.
- Beneficia Vetera Et Nova, Divae Virginis Dettelbacensis. Würzburg 1607. Übersetzung durch Johann Vietor: Der allerseeligsten Jungfrauen Mariae Alte und Neue zu Dettelbach geschehene Wunderzeichen. Würzburg 1608.
- Oratio In Anniversaria Electionis Die. Reverendissimi & Illustrissimi Praesulis & Ducis JVLII, Habita, Eidemque dedicata A R[everendissi]mo Suffraganeo Herbipoleni Euchario Sangio. Würzburg 1617.
- Triumphus Franconiae. Ob veterem in ea religionem ante plures annos restitutam. Würzburg 1618.